# Герб Острівчан
Герб Острівчан — офіційний символ села Острівчани Кам'янець-Подільського району Хмельницької області, затверджений рішенням №10 XXVI сесії сільської ради VII скликання від 15 червня 2018 року. Авторами герба є В.М.Напиткін та К.М.Богатов.

## Опис
У синьому полі з срібної хвилястої бази виходить зелений острів, на якому золота башта з червоними арками і годинником, супроводжувана по сторонам двома золотими дубовими гілочками в стовп. Щит вписаний у декоративний картуш і увінчаний золотою сільською короною. Унизу картуша напис "ОСТРІВЧАНИ".

## Символіка
Герб символізує назву села (герб є промовистим); башта – символ родини Стражинських, гілки означають густі навколишні ліси.